# Prado Ferreira
Prado Ferreira ist ein brasilianisches Munizip im Norden des Bundesstaats Paraná. Es hat 3.709 Einwohner (2022), die sich Prado-Ferreirenser nennen. Seine Fläche beträgt 153 km². Es liegt 603 Meter über dem Meeresspiegel. Die Gemeinde ist Teil der Metropolregion Londrina.

## Etymologie
Der Name Prado Ferreira geht auf die Siedler und späteren Immobilienmakler aus den Familien Almeida Prado und Ferreira Guimarães zurück. Der Ortsname wurde von den Bewohnern der beiden Ursprungsdörfer Prado und Ferreira als Kompromiss einvernehmlich angenommen.

## Geschichte

### Besiedlung
In den Jahren 1943 und 1944 begann die Gründung der Siedlungen, aus denen die Gemeinde Prado Ferreira hervorging. Die Fruchtbarkeit des Bodens zog zahlreiche Geschäftsleute an, die auf der Suche nach Reichtum in der Landwirtschaft, im Handel und im Immobiliengeschäft waren.
Die Wirtschaft der Gemeinde basierte bis in die 1970er Jahre auf dem Kaffeeanbau, der dann aufgrund der starken Fröste durch den Anbau von Sojabohnen, Mais, Zuckerrohr und Weizen ersetzt wurde; später wurden die Viehzucht und die Geflügelzucht Teil der Wirtschaft der Gemeinde. Aufgrund der Mechanisierung des Anbaus lebt die Bevölkerung zumeist in den Städten, von wo aus sie zur Arbeit auf dem Land zieht und wo Verarbeitungsindustrien eingerichtet werden, von denen einige bereits in Betrieb sind.

### Erhebung zum Munizip
Prado Ferreira wurde durch das Staatsgesetz Nr. 9.386 vom 28. September 1990 aus Miraselva ausgegliedert und in den Rang eines Munizips erhoben. Es wurde nach anhaltenden Diskussionen und einer Volksabstimmung schließlich per Gesetz Nr. 11.267 vom 2. Dezember 1995 bestätigt und 1997 als Munizip installiert.

## Geografie

### Fläche und Lage
Prado Ferreira liegt auf dem Terceiro Planalto Paranaense (der Dritten oder Guarapuava-Hochebene von Paraná). Seine Fläche beträgt 153 km². Es liegt auf einer Höhe von 603 Metern.

### Vegetation
Das Biom von Prado Ferreira ist Mata Atlântica.

### Klima
In Prado Ferreira herrscht tropisches Klima. Die meisten Monate im Jahr sind durch Niederschläge gekennzeichnet. Es gibt lediglich eine kurze Trockenzeit. Die Klimaklassifikation nach Köppen und Geiger lautet Am. Im Jahresdurchschnitt liegt die Temperatur bei 22,3 °C. Innerhalb eines Jahres gibt es 1516 mm Niederschlag.

### Gewässer
Das Munizip liegt im Einzugsgebiet des Paranapanema zwischen den Tälern des Rio Bandeirantes do Norte im Westen und des Ribeirão Vermelho im Osten.

### Straßen
Prado Ferreira ist über die PR-170 mit Rolândia im Süden und über die Paranapanema-Brücke in Porecatu mit dem Staat São Paulo im Norden verbunden. Über die PR-536 erreicht man Cambé im Südosten.

### Nachbarmunizipien
| Miraselva | Florestópolis                               |                       |
|           | Kompassrose, die auf Nachbargemeinden zeigt | Bela Vista do Paraíso |
| Jaguapitã |                                             | Cambé                 |

## Stadtverwaltung
Bürgermeisterin: Maria Edna de Andrade, PTB (2021–2024)
Vizebürgermeister: Antonio Carlos de Melo, PTBP (2021–2024)

## Demografie

### Bevölkerungsentwicklung
| Jahr | Einwohner | Stadt | Land |
| ---- | --------- | ----- | ---- |
| 2000 | 3.152     | 75 %  | 25 % |
| 2010 | 3.434     | 88 %  | 12 % |
| 2022 | 3.709     |       |      |

Quelle: IBGE (2011) und Volkszählung 2022

### Ethnische Zusammensetzung
| Gruppe * | 2000    | 2010    | wer sich als …                                                                   |
| --- | ------- | ------- | -------------------------------------------------------------------------------- |
| Weiße | 60,9 %  | 65,8 %  | weiß bezeichnet                                                                  |
| Schwarze | 1,7 %   | 4,1 %   | schwarz bezeichnet                                                               |
| Gelbe | 1,3 %   | 0,6 %   | von fernöstlicher Herkunft wie japanisch, chinesisch, koreanisch etc. bezeichnet |
| Braune | 35,6 %  | 29,6 %  | braun oder als Mischung aus mehreren Gruppen bezeichnet                          |
| Indigene | 0,1 %   | 0,0 %   | Ureinwohner oder Indio bezeichnet                                                |
| ohne Angabe | 0,4 %   | 0,0 %   |                                                                                  |
| Gesamt | 100,0 % | 100,0 % |                                                                                  |
| *) Das IBGE verwendet für Volkszählungen ausschließlich diese fünf Gruppen. Es verzichtet bewusst auf Erläuterungen. Die Zugehörigkeit wird vom Einwohner selbst festgelegt. |         |         |                                                                                  |

Quelle: IBGE (Stand: 1991, 2000 und 2010)